# The Better Angels of Our Nature
Os bons anjos da nossa natureza: Por que a violência diminuiu (em inglês: The Better Angels of Our Nature: Why Violence Has Declined) é um livro de 2011 de Steven Pinker, no qual o autor argumenta que a violência no mundo declinou a longo e a curto prazo e sugere explicações sobre por que isso ocorreu. O livro contém uma riqueza de dados, simplesmente documentando o declínio da violência ao longo do tempo e da geografia. Isso mostra um quadro de declínios maciços na violência de todas as formas, desde a guerra até o melhor tratamento das crianças. Ele destaca o papel dos monopólios dos estados-nação na força, no comércio (tornando "outras pessoas mais valiosas vivas do que mortas"), no aumento da alfabetização e comunicação (promovendo empatia), bem como no aumento da orientação racional para resolver problemas. como possíveis causas deste declínio da violência. Ele observa que, paradoxalmente, nossa impressão de violência não acompanhou esse declínio, talvez por causa do aumento da comunicação, e que o declínio adicional não é inevitável, mas depende de forças que aproveitam nossas melhores motivações, como empatia e aumento da razão.

## Tese
O título do livro foi retirado do término do primeiro discurso inaugural do presidente dos EUA, Abraham Lincoln. Pinker usa a frase como uma metáfora para quatro motivações humanas — empatia, autocontrole, o "senso moral" e a razão — que, escreve ele, podem "orientar-nos para longe da violência e para a cooperação e o altruísmo". :xxv
Pinker apresenta uma grande quantidade de dados (e sua análise estatística) que, segundo ele, demonstram que a violência está em declínio há milênios e que o presente é provavelmente o período mais pacífico da história da espécie humana. O declínio da violência, ele argumenta, é enorme em magnitude, visível em escalas de tempo longas e curtas, e encontrado em muitos domínios, incluindo conflito militar, homicídio, genocídio, tortura, justiça criminal e tratamento de crianças, homossexuais, animais e minorias raciais e étnicas. Ele salienta que "O declínio, com certeza, não foi tranquilo; não reduziu a violência a zero; e não é garantido que continue".
Pinker argumenta que o declínio radical no comportamento violento que ele documenta não resulta de grandes mudanças na biologia humana ou na cognição. Ele rejeita especificamente a visão de que os humanos são necessariamente violentos e, portanto, precisam passar por mudanças radicais para tornarem-se mais pacíficos. No entanto, Pinker também rejeita o que ele considera como a natureza simplista versus argumentação nutricional, o que implicaria que a mudança radical deve, portanto, ter vindo exclusivamente de fontes externas ("nutrir"). Em vez disso, ele argumenta: "A maneira de explicar o declínio da violência é identificar as mudanças em nosso meio cultural e material que deram a nossos motivos pacíficos a vantagem".
Pinker identifica cinco "forças históricas" que favoreceram "nossos motivos pacíficos" e "impulsionaram os múltiplos declínios da violência". Eles são:
- O Leviatã: a ascensão do Estado-nação moderno e do judiciário "com o monopólio do uso legítimo da força", que "pode desarmar a tentação [individual] do ataque explorador, inibir o impulso de vingança e contornar [...] vieses auto-sustentados."
- Comércio: o aumento do "progresso tecnológico [permitindo] a troca de bens e serviços por longas distâncias e grupos maiores de parceiros comerciais", para que "outras pessoas se tornem mais valiosas vivas do que mortas" e "tenham menor probabilidade de se tornarem alvos da demonização e desumanização".
- Feminização: crescente respeito pelos "interesses e valores das mulheres".
- Cosmopolitismo: o surgimento de forças como a alfabetização, a mobilidade e a mídia de massa, que "podem levar as pessoas a adotar as perspectivas das pessoas diferentes de si mesmas e a expandir seu círculo de simpatia para abraçá-las".
- A Escada Rolante da Razão: uma "intensificação da aplicação do conhecimento e racionalidade aos assuntos humanos", que "pode forçar as pessoas a reconhecer a futilidade dos ciclos de violência, a reduzir o privilégio de seus interesses sobre os outros" e a reformular a violência. um problema a ser resolvido, em vez de um concurso a ser vencido".[3] :xxvi

## Esboço do livro
A primeira seção do livro, capítulos 2 a 7, procura demonstrar e analisar as tendências históricas relacionadas ao declínio da violência em diferentes escalas. O capítulo 8 discute cinco "demônios interiores" - sistemas psicológicos que podem levar à violência. O capítulo 9 examina quatro "anjos melhores" ou motivos que podem afastar as pessoas da violência. O último capítulo examina as cinco forças históricas listadas acima que levaram ao declínio da violência.

### Seis tendências do declínio da violência (capítulos 2 a 7)
1. O Processo de Pacificação: Pinker descreve isso como a transição da "anarquia das sociedades de caça, coleta e horticultura [...] para as primeiras civilizações agrícolas com cidades e governos, começando cerca de cinco mil anos atrás", o que trouxe "uma redução na crônica incursões e brigas que caracterizavam a vida em estado de natureza e uma redução de mais ou menos cinco vezes nas taxas de morte violenta".[3] :xxiv
2. O Processo Civilizador: Pinker argumenta que "entre o final da Idade Média e o século XX, os países europeus registraram um declínio de dez a cinquenta vezes em suas taxas de homicídio". Ele atribui a ideia de O Processo Civilizatório ao sociólogo Norbert Elias, que "atribuiu esse declínio surpreendente à consolidação de uma colcha de retalhos de territórios feudais em grandes reinos com autoridade centralizada e uma infra-estrutura de comércio".[3]
3. A Revolução Humanitária: Pinker atribui este termo e conceito ao historiador Lynn Hunt. Ele diz que esta revolução "se desenrolou na escala [mais curta] de séculos e decolou na época da Era da Razão e do Iluminismo europeu nos séculos XVII e XVIII". Embora ele também aponte para antecedentes históricos e "paralelos em outras partes do mundo", ele escreve: "Ele viu os primeiros movimentos organizados abolirem a escravidão, o duelo, a tortura judicial, o assassinato supersticioso, o castigo sádico e a crueldade contra os animais. primeiras manifestações de pacifismo sistemático".[3]
4. The Long Peace: um termo que ele atribui à longa paz do historiador John Lewis Gaddis: Inquéritos sobre a história da Guerra Fria. Esta quarta "grande transição", diz Pinker, "ocorreu após o fim da Segunda Guerra Mundial". Durante o processo, diz ele, "as grandes potências e os estados desenvolvidos em geral deixaram de guerrear uns contra os outros".[3]
5. The New Peace: Pinker chama essa tendência de "mais tênue", mas "desde o final da Guerra Fria em 1989, conflitos organizados de todos os tipos - guerras civis, genocídios, repressão por governos autocráticos e ataques terroristas - declinaram em todo o mundo"."[3]
6. As revoluções dos direitos: O período do pós-guerra tem visto, Pinker argumenta, "uma crescente revolta contra a agressão em escalas menores, incluindo a violência contra as minorias étnicas, mulheres, crianças, homossexuais e animais. Esses desdobramentos do conceito de direitos humanos — direitos civis, direitos das mulheres, direitos das crianças, direitos dos homossexuais e direitos dos animais — foram afirmados em uma cascata de movimentos do final dos anos 1950 até os dias atuais."[3] :xxiv–xxv

### Cinco demônios interiores (capítulo 8)
Pinker rejeita o que ele chama de "Teoria Hidráulica da Violência" — a ideia de que "os seres humanos abrigam um impulso interno para a agressão (um instinto de morte ou sede de sangue), que se acumula dentro de nós e deve ser descarregada periodicamente. Nada poderia estar mais longe da compreensão científica contemporânea da psicologia da violência". Em vez disso, ele argumenta, a pesquisa sugere que "a agressão não é um único motivo, muito menos um impulso crescente". É a saída de vários sistemas psicológicos que diferem em seus gatilhos ambientais, sua lógica interna, sua base neurológica e sua distribuição social". Ele examina cinco desses sistemas:
1. Violência Predatória ou Prática: violência "implantada como um meio prático para um fim"[3] :613
2. Domínio: o "desejo de autoridade, prestígio, glória e poder". Pinker argumenta que as motivações de dominância podem ocorrer dentro de indivíduos e coalizões de "grupos raciais, étnicos, religiosos ou nacionais"[3] :631
3. Vingança: o "desejo moralista de retribuição, punição e justiça"[3] :639
4. Sadismo: o "influxo deliberado de dor sem propósito, mas para desfrutar do sofrimento de uma pessoa."[3] :660
5. Ideologia: um "sistema de crença compartilhado, geralmente envolvendo uma visão de utopia, que justifica a violência ilimitada em busca do bem ilimitado".[3]

### Quatro bons anjos (capítulo 9)
Pinker examina quatro motivos que "podem orientar os seres humanos para longe da violência e para a cooperação e o altruísmo". Ele identifica:
1. Empatia: o que "nos leva a sentir a dor dos outros e alinhar seus interesses com os nossos".
2. Autocontrole: o que "nos permite antecipar as conseqüências de agir sobre nossos impulsos e inibi-los de acordo".
3. O sentido moral: que "santifica um conjunto de normas e tabus que governam as interações entre as pessoas em uma cultura". Estes, por vezes, diminuem a violência, mas também podem aumentá-la "quando as normas são tribais, autoritárias ou puritanas".
4. Razão: o que "nos permite extrair de nossos pontos de vista paroquiais".

Neste capítulo, Pinker também examina e rejeita parcialmente a ideia de que os seres humanos evoluíram no sentido biológico para se tornarem menos violentos.

## Influências
Por causa da natureza interdisciplinar do livro, Pinker usa uma variedade de fontes de diferentes campos. É dada especial atenção ao filósofo Thomas Hobbes, que Pinker argumenta ter sido desvalorizado. O uso de pensadores "não-ortodoxos" por Pinker segue diretamente de sua observação de que os dados sobre violência contradizem nossas expectativas atuais. Em um trabalho anterior, Pinker caracterizou o mal-entendido geral sobre Hobbes: 
Hobbes is commonly interpreted as proposing that man in a state of nature was saddled with an irrational impulse for hatred and destruction. In fact his analysis is more subtle, and perhaps even more tragic for he showed how the dynamics of violence fall out of interactions among rational and self-interested agents.:318

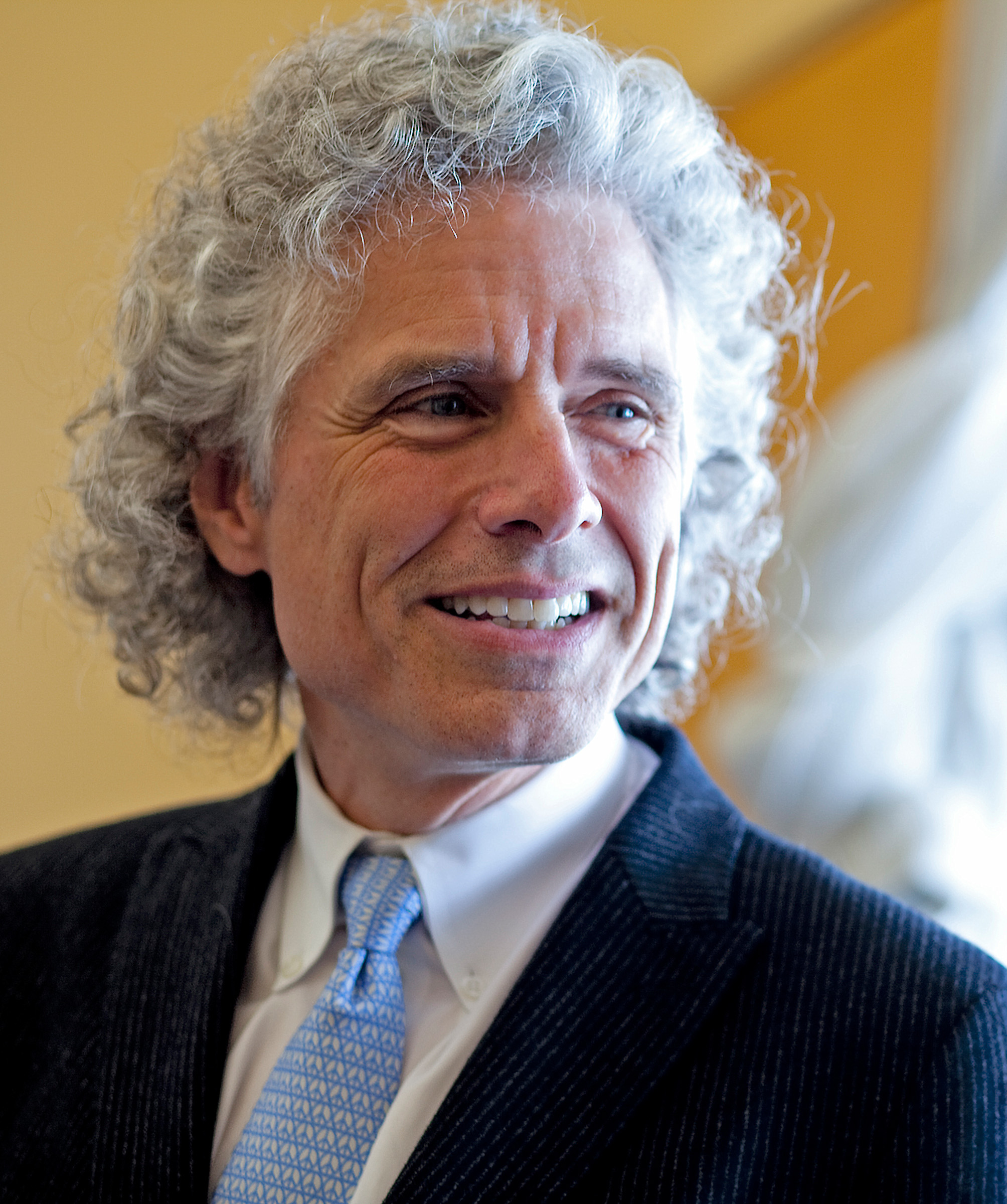
Steven Pinker

Pinker também faz referência a ideias de acadêmicos contemporâneos negligenciados ocasionalmente, por exemplo, os trabalhos do cientista político John Mueller e do sociólogo Norbert Elias, entre outros. A extensão da influência de Elias sobre Pinker pode ser extraída do título do Capítulo 3, que é retirado do título do seminal de Elias, O Processo Civilizador. Pinker também recorre ao trabalho do estudioso de relações internacionais Joshua Goldstein. Eles co-escreveram um artigo publicado no New York Times intitulado "A guerra está realmente saindo de moda", que resume muitas de suas opiniões compartilhadas, e apareceram juntos no Instituto de Política de Harvard para responder a perguntas de acadêmicos e estudantes sobre suas tese semelhante.

## Recepção

### Elogio
Bill Gates considera o livro um dos livros mais importantes que ele já leu, e no programa da BBC Desert Island Discs ele selecionou o livro como o que ele levaria com ele para uma ilha deserta. Ele escreveu que "Steven Pinker nos mostra maneiras de tornar essas trajetórias positivas um pouco mais prováveis. Essa é uma contribuição, não apenas para a erudição histórica, mas para o mundo". Depois que Gates recomendou o livro como um presente de pós-graduação em maio de 2017, o livro entrou novamente na lista de best-sellers.
O filósofo Peter Singer deu ao livro uma resenha positiva no The New York Times. Singer conclui: "[É] um livro extremamente importante. Ter o comando de tantas pesquisas, espalhadas por tantos campos diferentes, é uma conquista magistral. Pinker demonstra convincentemente que houve um declínio dramático na violência, e ele é persuasivo sobre as causas desse declínio."
O cientista político Robert Jervis, em uma longa revisão do The National Interest, afirma que Pinker "faz um caso que será difícil de refutar". As tendências não são sutis — muitas das mudanças envolvem uma ordem de magnitude ou mais. Mesmo quando suas explicações não convencem completamente, elas são sérias e bem fundamentadas."
Em uma resenha do The American Scholar, Michael Shermer escreve: "Pinker demonstra que os dados de longo prazo superam anedotas. A ideia de que vivemos em um momento excepcionalmente violento é uma ilusão criada pela cobertura implacável da mídia contra a violência, juntamente com a propensão evoluída do nosso cérebro de perceber e lembrar de eventos recentes e emocionalmente salientes. A tese de Pinker é que a violência de todos os tipos - de assassinato, estupro e genocídio à surra de crianças, aos maus-tratos de negros, mulheres, gays e animais - está em declínio há séculos como resultado do processo civilizador. Pegar o opus de 832 páginas de Pinker é assustador, mas é um page-turner desde o começo."
No The Guardian, o cientista político da Universidade de Cambridge, David Runciman, escreve: "Eu sou um daqueles que gostam de acreditar que [...] o mundo é tão perigoso quanto sempre foi. Mas Pinker mostra que para a maioria das pessoas, na maioria das vezes, isso se tornou muito menos perigoso". Runciman conclui que "todos deveriam ler este surpreendente livro".
Em uma revisão posterior do The Guardian, escrita quando o livro foi indicado para o Prêmio Winton da Royal Society para Science Books, Tim Radford escreveu: "em sua confiança e abrangência, a vasta escala de tempo, seu ponto de vista humano e sua visão de mundo confiante". é algo mais que um livro de ciências: é uma história épica de um otimista que pode listar suas razões para ser alegre e apoiá-las com instâncias persuasivas. Eu não sei se ele está certo, mas eu acho que este livro é um vencedor."
Adam Lee escreve, em uma análise de um blog para o Big Think, que "mesmo as pessoas que estão inclinadas a rejeitar as conclusões de Pinker, mais cedo ou mais tarde terão que lidar com seus argumentos".
Em uma longa revisão no The Wilson Quarterly, o psicólogo Vaughan Bell o chama de "uma excelente exploração de como e por que a violência, a agressão e a guerra declinaram acentuadamente, a ponto de vivermos na era mais pacífica da humanidade". Poderoso, persuasivo e importante."
Em uma longa revisão para a Los Angeles Review of Books, o antropólogo Christopher Boehm, professor de Ciências Biológicas da University of Southern California e co-diretor do USC Jane Goodall Research Center, chamou o livro de "excelente e importante".
O cientista político James Q. Wilson, no Wall Street Journal, chamou o livro de "um esforço magistral para explicar o que Pinker considera uma das maiores mudanças na história da humanidade: matamos uns aos outros com menos frequência do que antes. Mas, para dar a esse projeto o maior efeito possível, ele tem mais um livro para escrever: uma breve discussão que une um argumento agora apresentado em 800 páginas e que evita os poucos tópicos sobre os quais Pinker não fez uma pesquisa cuidadosa". Especificamente, as afirmações a que Wilson se opunha eram de que Pinker escrevesse que (no resumo de Wilson), "George W. Bush" infamemente apoiava a tortura; John Kerry estava certo ao pensar no terrorismo como um "incômodo"; "Grupos ativistas palestinos" desmentiram a violência e agora trabalham na construção de um "governo competente". O Irã nunca usará suas armas nucleares... [e] o Sr. Bush... é 'inintelectual'."
Brenda Maddox, no The Telegraph, chamou o livro de "totalmente convincente" e "bem argumentado".
Clive Cookson, analisando-a no Financial Times, chamou-a de "uma síntese maravilhosa de ciência, história e contação de histórias, demonstrando o quão afortunada a grande maioria de nós é hoje em experimentar a violência séria somente através da mídia de massa".
O jornalista de ciência John Horgan chamou isso de "uma conquista monumental" que "deve tornar muito mais difícil para os pessimistas se apegarem à sua sombria visão do futuro", em uma revisão amplamente positiva no Slate.
No The Huffington Post, Neil Boyd, professor e diretor associado da Escola de Criminologia da Simon Fraser University, defendeu fortemente o livro contra seus críticos, dizendo:
"Embora existam algumas críticas mistas (James Q. Wilson no Wall Street Journal vem à mente), praticamente todo mundo ou elogia o livro ou expressa algo próximo ao desprezo e à repulsa ad hominem... No centro do desacordo estão concepções concorrentes de pesquisa e estudo, talvez a própria epistemologia. Como devemos estudar a violência e avaliar se ela está aumentando ou diminuindo? Quais ferramentas analíticas nós trazemos para a mesa? Pinker, sensatamente, escolhe a melhor evidência disponível sobre a taxa de mortes violentas ao longo do tempo, nas sociedades pré-estatais, na Europa medieval, na era moderna e sempre em um contexto global; ele escreve sobre conflitos interestaduais, as duas guerras mundiais, conflitos intraestaduais, guerras civis e homicídios. Ao fazer isso, ele considera um barômetro crítico de violência como a taxa de mortes por homicídio por 100.000 cidadãos... é um livro notável, exaltando a ciência como um mecanismo para entender questões que são muitas vezes envoltas em moralidades não declaradas, e altamente suposições empíricas questionáveis. Quaisquer que sejam os acordos ou desacordos que surjam de suas especificidades, o autor merece nosso respeito, gratidão e aplausos."
O livro também recebeu críticas positivas do The Spectator, e do The Independent.

### Crítica
R. Brian Ferguson, professor de antropologia na Rutgers University-Newark, desafiou a evidência arqueológica de Pinker para a frequência da guerra nas sociedades pré-históricas, que ele afirma "consiste em casos selecionados com altas baixas, claramente não representativos da história em geral". Considerando que "considerando o registro arqueológico total de populações pré-históricas da Europa e do Oriente Próximo até a Idade do Bronze, as evidências demonstram claramente que a guerra começou esporadicamente fora da condição de guerra, e pode ser vista em trajetórias variadas em diferentes áreas, desenvolver-se ao longo do tempo à medida que as sociedades se tornarem maiores, mais sedentárias, mais complexas, mais delimitadas, mais hierárquicas e em uma região criticamente importante, impactada por um estado em expansão". O exame de Ferguson contradiz a afirmação de Pinker de que a violência declinou sob a civilização, indicando que o oposto é verdadeiro.
Apesar de recomendar que o livro vale a pena ler, o economista Tyler Cowen mostrou-se cético em relação à análise de Pinker sobre a centralização do uso da violência nas mãos do Estado-nação moderno.
Em sua resenha do livro na Scientific American, o psicólogo Robert Epstein critica o uso de taxas de mortes violentas relativas de Pinker, isto é, de mortes violentas per capita, como uma medida apropriada para avaliar o surgimento dos "anjos melhores" da humanidade. Em vez disso, Epstein acredita que a métrica correta é o número absoluto de mortes em um determinado momento. Epstein também acusa Pinker de uma confiança excessiva em dados históricos, e argumenta que ele foi vítima de viés de confirmação, levando-o a se concentrar em evidências que apoiam sua tese, ignorando pesquisas que não o fazem.
Várias críticas negativas levantaram críticas relacionadas ao humanismo e ateísmo de Pinker. John N. Gray, em uma revisão crítica do livro Prospect, escreve: "A tentativa de Pinker de fundamentar a esperança da paz na ciência é profundamente instrutiva, pois atesta nossa necessidade permanente de fé".
O colunista do New York Times Ross Douthat, embora "amplamente convencido pelo argumento de que nossa atual era de relativa paz reflete uma tendência de longo prazo longe da violência, e amplamente impressionada pela evidência de que Pinker se apoia para apoiar essa visão", ofereceu uma lista de críticas e conclui que Pinker supõe que quase todo o progresso começa com "o Iluminismo, e tudo o que veio antes foi uma longa escuridão medieval".
O teólogo David Bentley Hart escreveu que "se encontra [no livro de Pinker] a inocência extática de uma fé imaculada pela dúvida prudente". Além disso, diz ele, "reafirma a capacidade lunática e heróica do espírito humano de acreditar numa bela falsidade, não apenas em excesso aos fatos, mas em desafio resoluto a eles". Hart continua:
"No final, o que Pinker chama de "declínio da violência" na modernidade, na verdade, tem sido, em termos reais, um aumento contínuo e extravagante da violência que foi superada por uma explosão demográfica ainda mais exorbitante. Bem, não para colocar um ponto muito bom nisso: e daí? O que na terra ele pode realmente imaginar que nos diz sobre "progresso" ou "Iluminação" ou sobre o passado, o presente ou o futuro? De qualquer forma, louvem o mundo moderno pelo que é bom, mas nos poupem da mitologia."
Craig S. Lerner, professor da Escola de Direito da Universidade George Mason, em uma análise apreciativa, mas em última análise negativa, da Claremont Review of Books não rejeita a alegação de declínio da violência, escrevendo: "vamos admitir que os 65 anos desde a Segunda Guerra Mundial realmente estão entre os mais pacíficos da história humana, julgados pela porcentagem do mundo devastado pela violência e a porcentagem da população morrendo pela mão humana", mas discorda das explicações de Pinker e conclui que" Pinker retrata um mundo no qual os direitos humanos são desestabelecido por um senso de santidade e dignidade da vida humana, mas onde a paz e a harmonia, no entanto, emergem. É um futuro - na maior parte aliviado da discórdia e libertado de um Deus opressivo - que alguns considerariam como o céu na terra. Ele não é o primeiro e certamente não o último a ter esperanças decepcionadas com tanta determinação pela história dos seres humanos reais." Em uma troca afiada na seção de correspondência da edição de primavera de 2012, Pinker atribui a Lerner uma "agenda teoconservadora" e o acusa de entender mal vários pontos, notadamente a afirmação repetida de Pinker de que "declínios históricos de violência" não são garantidos. continuar.'" Lerner, em sua resposta, diz que o "equívoco de minha revisão é evidente na primeira frase de sua carta" e questiona a objetividade e a recusa de Pinker em "reconhecer a gravidade" das questões que ele levanta.
O professor emérito de finanças e analista de mídia Edward S. Herman da Universidade da Pensilvânia, juntamente com o jornalista independente David Peterson, escreveu revisões negativas detalhadas do livro para a International Socialist Review e para The Public Intellectuals Project, concluindo que "é um livro terrível, tanto como um trabalho técnico de bolsa de estudos e como um folheto e guia moral. Mas está extremamente bem sintonizado com as demandas das elites americanas e ocidentais no início do século XXI". Herman e Peterson discordam da ideia de Pinker de uma "Longa Paz" desde a Segunda Guerra Mundial: "Pinker afirma não apenas que as 'democracias evitam disputas entre si', mas que elas tendem a ficar de fora das disputas...'. Isso certamente será uma surpresa para as muitas vítimas de assassinatos, sanções, subversões, bombardeios e invasões dos EUA desde 1945."
Duas revisões críticas foram relacionadas a abordagens pós-modernas. Elizabeth Kolbert escreveu uma resenha crítica em The New Yorker, à qual Pinker postou uma resposta. Kolbert afirma que "O escopo das atenções de Pinker está quase inteiramente confinado à Europa Ocidental". Pinker responde que seu livro tem seções sobre "Violência ao redor do mundo", "Violência nesses Estados Unidos" e a história da guerra no Império Otomano, na Rússia, no Japão e na China. Kolbert afirma que "Pinker está praticamente em silêncio sobre as sangrentas aventuras coloniais da Europa". Pinker responde que "uma pesquisa rápida teria revelado mais de 25 lugares nos quais o livro discute conquistas coloniais, guerras, escravizações e genocídios". Kolbert conclui: "Nomeie uma força, uma tendência ou um 'anjo melhor' que tenha tendido a reduzir a ameaça, e outra pessoa pode nomear uma força, uma tendência ou um 'demônio interior' empurrando o outro lado para trás". Pinker chama isso de "o sofisma pós-modernista que o New Yorker tão frequentemente se entrega ao reportar sobre a ciência".
Uma crítica explicitamente pós-moderna — ou mais precisamente, baseada no perspectivismo — é feita em CTheory por Ben Laws, que argumenta que "se tomarmos uma posição 'perspectivista' em relação a questões de verdade, não seria possível argumentar a inversão direta? da narrativa histórica da violência de Pinker? De fato, nos tornamos ainda mais violentos com o tempo? Cada interpretação poderia investir uma certa participação na 'verdade' como algo fixo e válido — e, no entanto, cada visão poderia ser considerada equivocada". Pinker argumenta em sua página de FAQ que a desigualdade econômica, como outras formas de violência "metafórica", pode ser deplorável, mas agrupá-la junto com estupro e genocídio é confundir moralização com compreensão. O mesmo vale para os trabalhadores que pagam menos, prejudicando as tradições culturais, poluindo o ecossistema e outras práticas que os moralistas querem estigmatizar, estendendo metaforicamente o termo violência a eles. Não é que essas coisas não sejam ruins, mas você não pode escrever um livro coerente sobre o tema "coisas ruins".... a violência física é um tópico grande o suficiente para um livro (como o comprimento de Better Angels deixa claro). Assim como um livro sobre o câncer não precisa ter um capítulo sobre o câncer metafórico, um livro coerente sobre a violência não pode juntar o genocídio com comentários maliciosos como se fossem um fenômeno único". Citando isso, Laws argumenta que Pinker sofre de "uma visão reducionista do que significa ser violento".
John Arquilla, da Escola de Pós-Graduação Naval, criticou o livro na Foreign Policy por usar estatísticas que, segundo ele, não representam com precisão as ameaças de civis que morrem na guerra:
"O problema com as conclusões alcançadas nestes estudos é a confiança nas estatísticas de "morte de batalha". O padrão do século passado - um recorrente na história - é que as mortes de não-combatentes devido à guerra aumentaram, de forma constante e muito drástica. Na Primeira Guerra Mundial, talvez apenas 10% dos 10 milhões de pessoas que morreram eram civis. O número de mortes de não-combatentes saltou para até 50% das mais de 50 milhões de vidas perdidas na Segunda Guerra Mundial, e o triste número continua aumentando desde então".
Stephen Corry, diretor da organização beneficente Survival International, criticou o livro a partir da perspectiva dos direitos dos povos indígenas. Ele afirma que o livro de Pinker "promove uma imagem fictícia e colonialista de um 'Brutal Savage' atrasado, que empurra o debate sobre os direitos dos povos indígenas há mais de um século e que ainda é usado para justificar sua destruição".
O antropólogo Rahul Oka sugeriu que a aparente redução da violência é apenas uma questão de escala. As guerras podem matar grandes porcentagens de populações menores. À medida que a população cresce, menos guerreiros são necessários, proporcionalmente.
Siniša Malešević argumentou que Pinker e outros teóricos similares, como Azar Gat, articulam uma falsa visão dos seres humanos como geneticamente predispostos à violência, enquanto se concentram nos últimos quarenta a cinquenta anos.
O ensaísta estatístico e filosófico Nassim Taleb usou o termo "Problema Pinker" para descrever erros em amostragem sob condições de incerteza depois de corresponder com Pinker em relação à teoria da grande moderação."Pinker não tem uma ideia clara da diferença entre ciência e jornalismo, ou entre o rigoroso empirismo e as afirmações anedóticas. A ciência não é sobre fazer alegações sobre uma amostra, mas usar uma amostra para fazer afirmações gerais e discutir propriedades que se aplicam fora da amostra." Em uma resposta, Pinker negou que seus argumentos tivessem qualquer semelhança com argumentos de "grande moderação" sobre mercados financeiros, e afirma que "o artigo de Taleb implica que o livro consiste em 700 páginas de extrapolações estatísticas extravagantes que levam à conclusão de que catástrofes violentas se tornaram impossível... [mas] as estatísticas no livro são modestas e quase completamente descritivas "e" o livro explicitamente, inflexivelmente, e repetidamente nega que grandes choques violentos não possam acontecer no futuro". Taleb com estatístico e probabilista Pasquale Cirillo passou a publicar uma refutação formal na revista Physica A: Mecânica Estatística e suas Aplicações, onde investigam as teses de "paz longa" e queda na violência e acham que estes são estatisticamente inválidos e resultantes de falha e metodologias ingênuas, incompatíveis com caudas grossas e não robustas a pequenas alterações na formatação e metodologias dos dados. Eles propõem uma metodologia alternativa para examinar a violência em particular, e outros aspectos da historiografia quantitativa em geral de uma maneira compatível com a inferência estatística, que precisa acomodar a obesidade dos dados e a falta de confiabilidade dos relatos de conflitos.
Em março de 2018, a revista acadêmica Historical Reflections publicou a primeira edição de seu 44º volume inteiramente dedicado a responder ao livro de Pinker à luz de sua influência significativa na cultura mais ampla, como sua avaliação por Bill Gates. A edição contém ensaios de doze historiadores sobre a tese de Pinker, e os editores da edição Mark S. Micale, professor de história na Universidade de Illinois, e Philip Dwyer, professor de história na Universidade de Newcastle escrever no artigo introdutório que "nem todos Os estudiosos incluídos nesta publicação concordam em tudo, mas o veredicto geral é que a tese de Pinker, por todo o estímulo que pode ter dado às discussões em torno da violência, é seriamente, se não fatalmente, falha. Os problemas que aparecem repetidas vezes são: o fracasso em se engajar genuinamente nas metodologias históricas; o uso inquestionável de fontes duvidosas; a tendência a exagerar a violência do passado para contrastar com a suposta tranquilidade da era moderna; a criação de vários homens de palha, que Pinker então desmascara; e sua visão do mundo extraordinariamente centrada no Ocidente, para não dizer Whiggish."

## Premios e honras
- 2011 livros notáveis do New York Times de 2011[49]
- Prêmio Samuel Johnson 2012, lista curta[50]
- Prêmio Royal Society Winton 2012 para Livros de Ciências, shortlist[51]
- Palestras Gifford 2012-2013 na Universidade de Edimburgo[52]
- 2015 Mark Zuckerberg seleção do clube do livro, janeiro[53]

## Nos meios de comunicação
- Pinker discute Os Bons Anjos da Nossa Natureza com o psicólogo Paul Bloom em bloggingheads.tv, 8 de dezembro de 2012.[54]
- Pinker debate por que a violência diminuiu com a economista Judith Marquand, o presidente-executivo da BHA, Andrew Copson, e o apresentador da BBC, Roger Bolton, no Institute of Art and Ideas.[55]